# Vincent Piazza
Vincent Piazza, född 25 maj 1976 i Queens, New York, är en amerikansk skådespelare.
Vincent Piazza har bland annat medverkat i filmen Jersey Boys. Han har även medverkat i TV-serierna Boardwalk Empire och Tulsa King.

## Filmografi (i urval)
- 2007 – Rocket Science
- 2010–2013 – Boardwalk Empire (TV-serie)
- 2014 – Jersey Boys
- 2022–2023 – Tulsa King (TV-serie)